# 1,3-Bisfosfoglicerynian
1,3-Bisfosfoglicerynian – organiczny związek chemiczny biorący udział w glikolizie i cyklu Calvina. Pełni funkcję związku przenoszącego energię, co związane jest z występowaniem wiązań wysokoenergetycznych, czyli wiązań labilnych, łatwo ulegających rozerwaniu. 